# Villars-sur-Glâne
Villars-sur-Glâne é uma comuna da Suíça, no Cantão Friburgo, com cerca de 9.826 habitantes. Estende-se por uma área de 5,47 km², de densidade populacional de 1.796 hab/km². Confina com as seguintes comunas: Corminboeuf, Friburgo (Fribourg/Freiburg im Üechtland), Givisiez, Hauterive, Marly, Matran.
A língua oficial nesta comuna é o Francês.